# Těně
Těně (německy Tien) jsou obec v okrese Rokycany v Plzeňském kraji. Leží čtrnáct kilometrů východně od Rokycan a dvanáct kilometrů jihozápadně od Hořovic. Žije v ní 302 obyvatel.

## Název
V letech 1869–1910 nesla název Těny, od roku 1921 se opět nazývá Těně.

## Historie
První písemná zmínka o obci pochází z roku 1391.
V souvislosti se zánikem vojenského újezdu Brdy bylo k 1. lednu 2016 k obci připojeno katastrální území Těně v Brdech, které vzniklo k 10. únoru 2014. Toto území měří 15,873 km² a je zde evidováno 0 budov a 0 obyvatel.

## Obyvatelstvo
| Rok            | 1869 | 1880 | 1890 | 1900 | 1910 | 1921 | 1930 | 1950 | 1961 | 1970 | 1980 | 1991 | 2001 | 2011 | 2021 |
| -------------- | ---- | ---- | ---- | ---- | ---- | ---- | ---- | ---- | ---- | ---- | ---- | ---- | ---- | ---- | ---- |
| Počet obyvatel | 709  | 611  | 613  | 571  | 560  | 506  | 472  | 341  | 360  | 316  | 267  | 242  | 234  | 262  | 295  |
| Počet domů     | 67   | 71   | 77   | 75   | 79   | 82   | 90   | 105  | 104  | 91   | 85   | 79   | 113  | 118  | 121  |

## Obecní správa
Mezi lety 1850–1959 byly Těně obcí v okrese Hořovice (1869–1890) a později v okrese Rokycany. V letech 1960–1969 patřily jako část obce k Strašicím a od 1. ledna 1970 jsou opět samostatnou obcí.

### Části obce
K obci Těně náleží též osada Smolárna, situovaná podél silnice Strašice–Olešná 1,5 kilometru západněji.
(údaje ze sčítání lidu 2001, celkem 113 domů a 236 obyvatel)
- ZSJ Smolárna (13 domů, 28 obyvatel)
- ZSJ Těně (100 domů, 206 obyvatel)

Dále od 1. ledna 2016 patří k obci i katastrální území Těně v Brdech vyčleněné ze zrušeného vojenského újezdu Brdy.

### Obecní symboly
Znak a vlajka byly obci uděleny rozhodnutím předsedkyně Poslanecké sněmovny Parlamentu České republiky dne 5. prosince 2012.

## Pamětihodnosti
- Kaplička, na návsi
- Peškův dub, památný strom (dub letní, výška šestnáct metrů, obvod kmene 467 centimetrů) při silnici do Zaječova kilometr východně od Tění

## Galerie

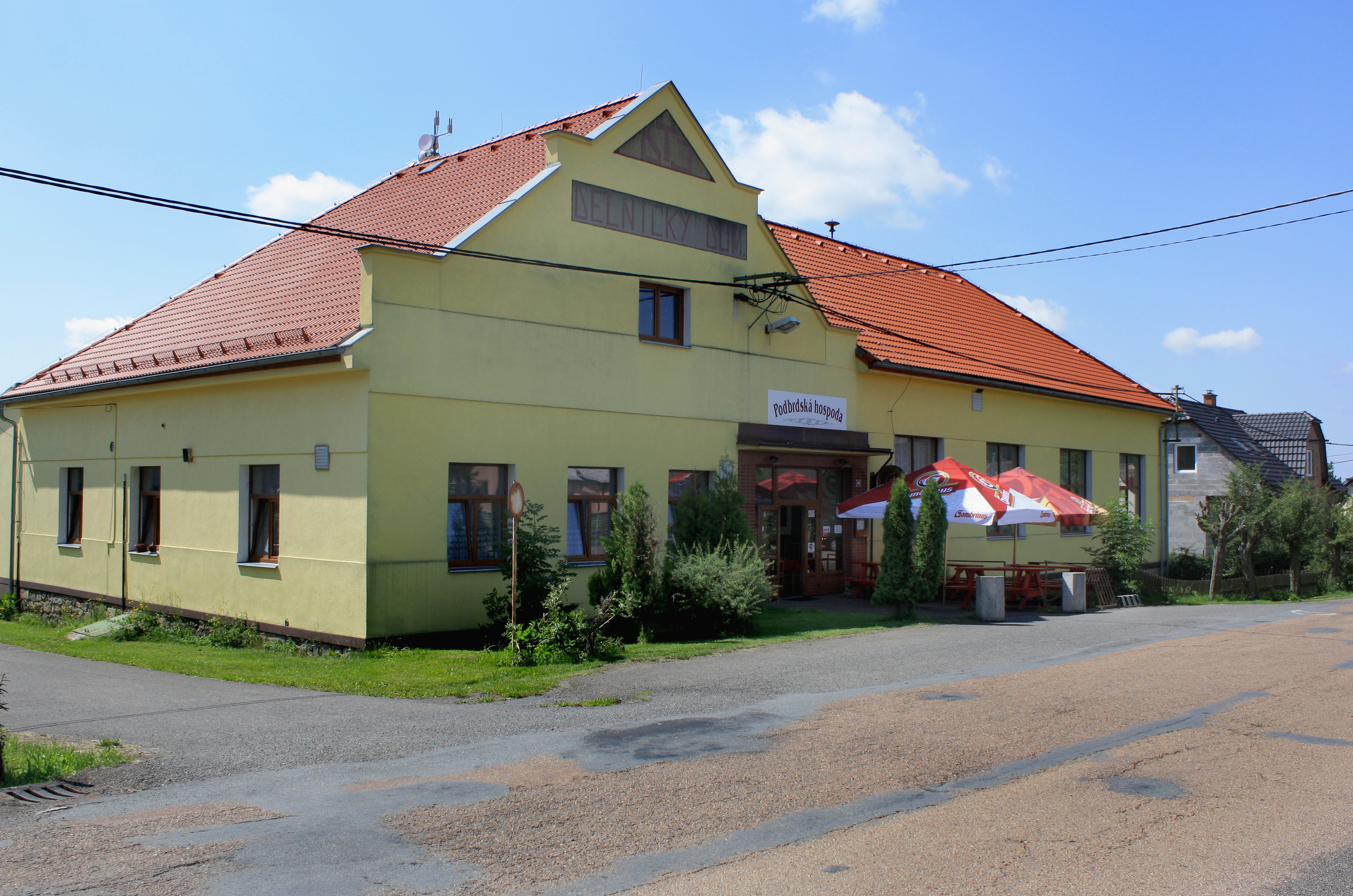
Restaurace ve východní části vsi
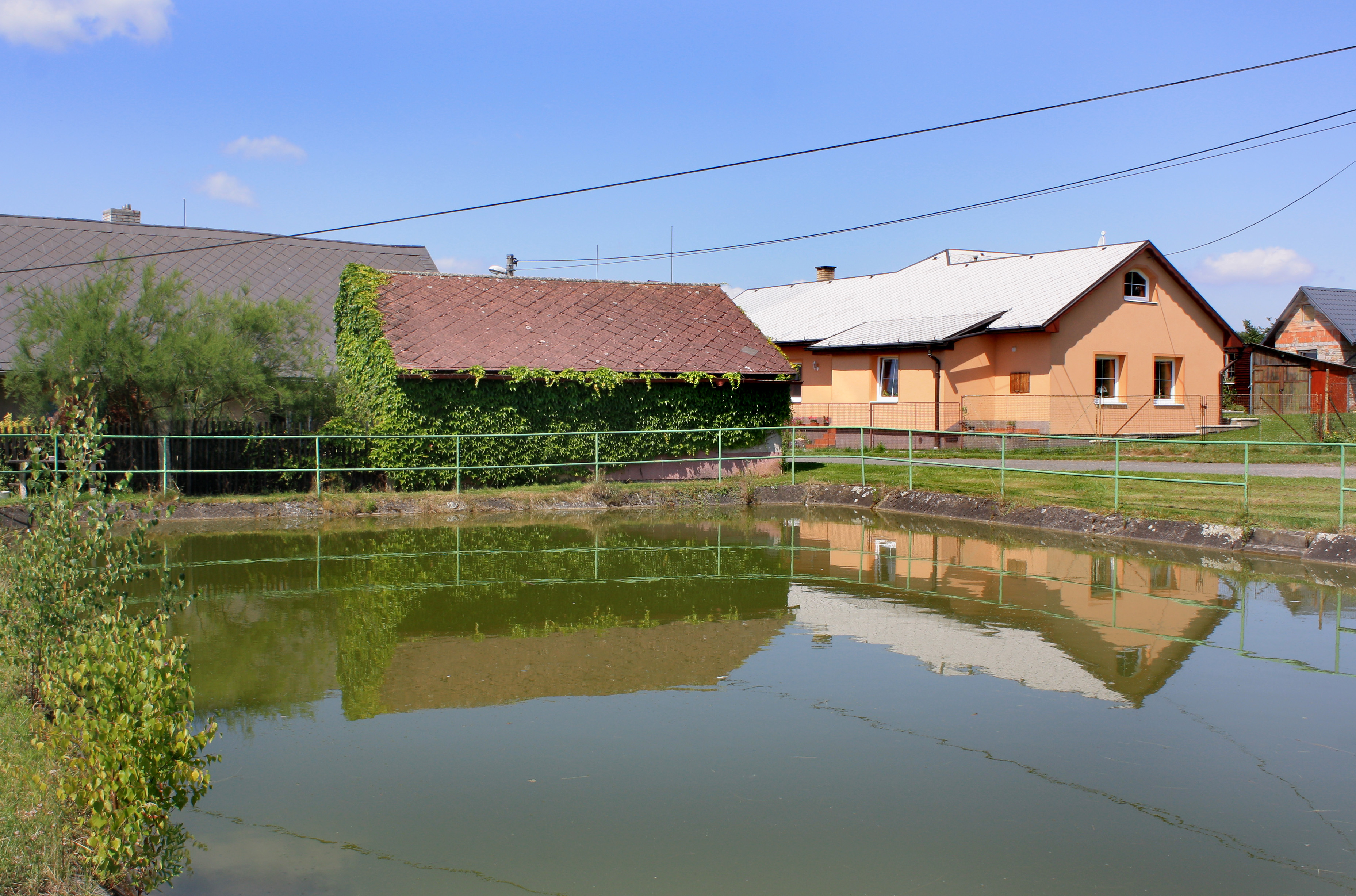
Rybník u restaurace
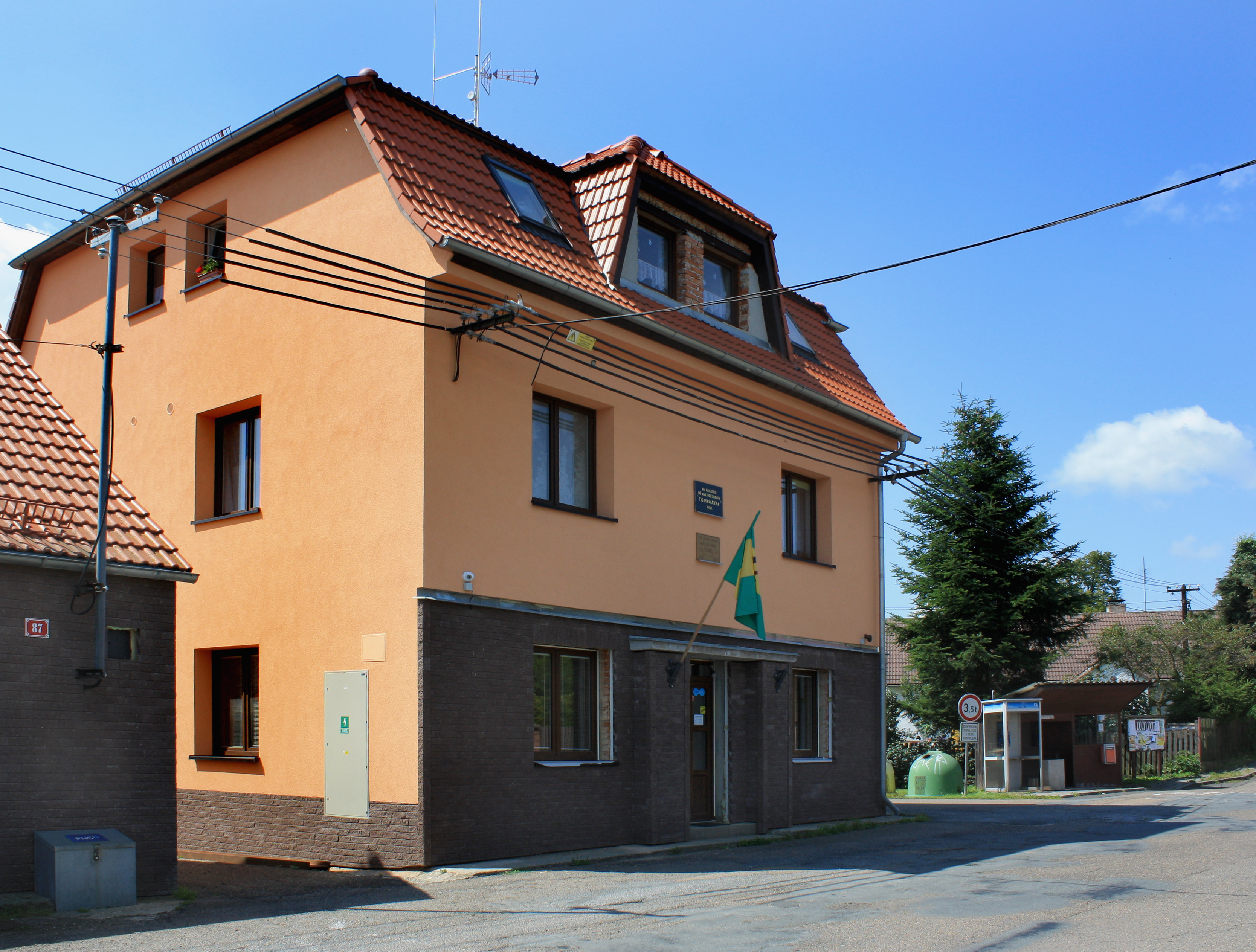
Obecní úřad
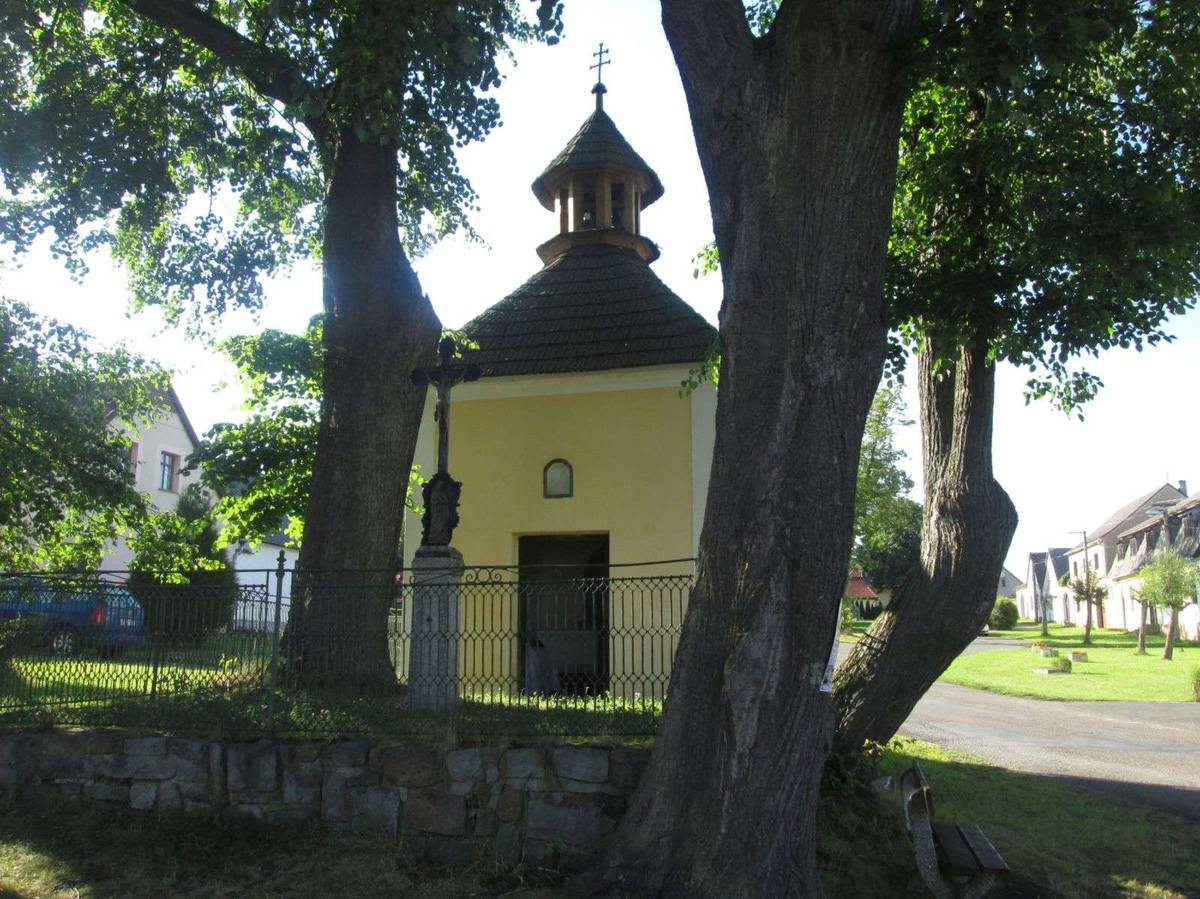
Kaplička
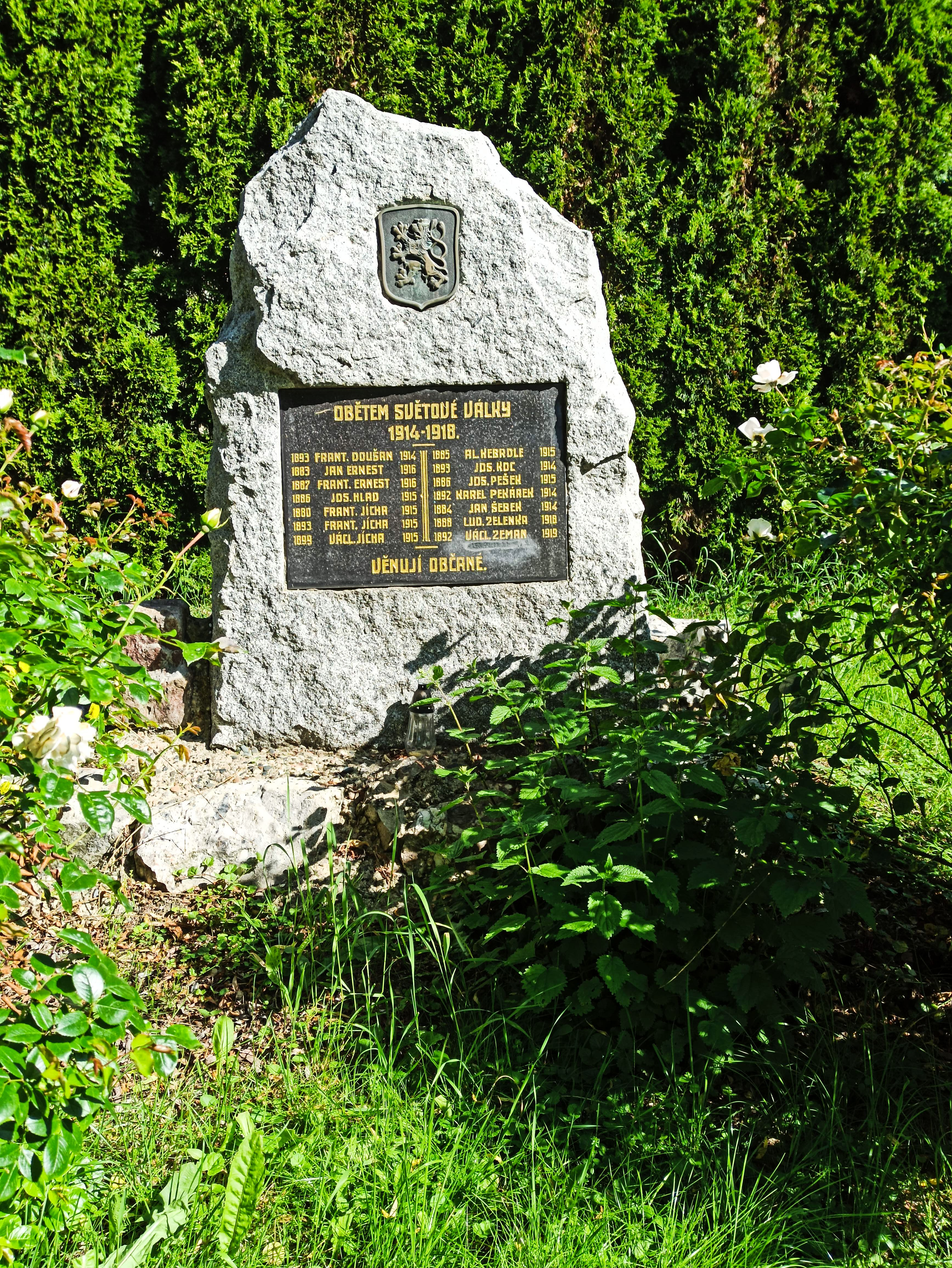
Pomník padlým
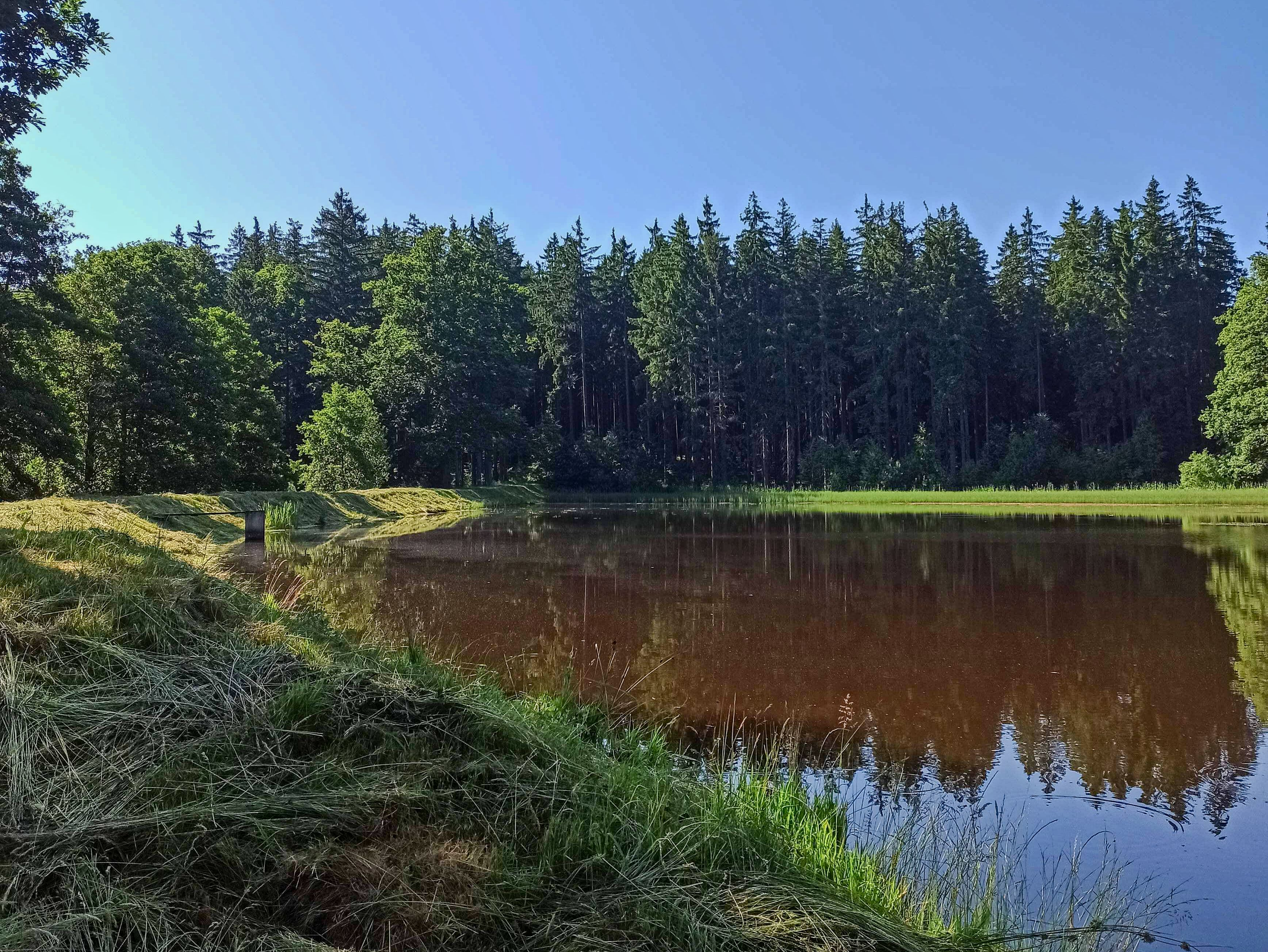
Nový rybník
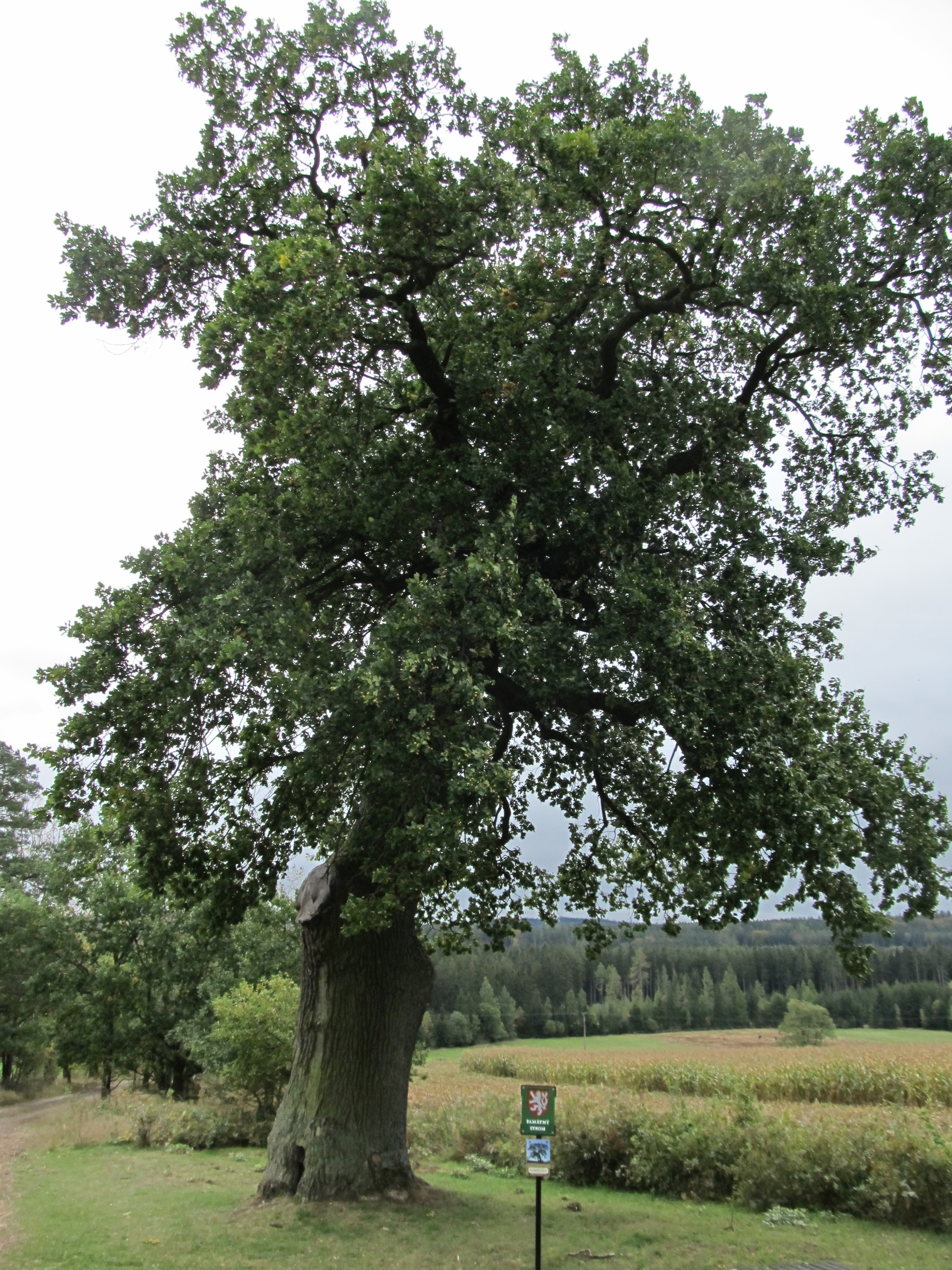
Peškův dub
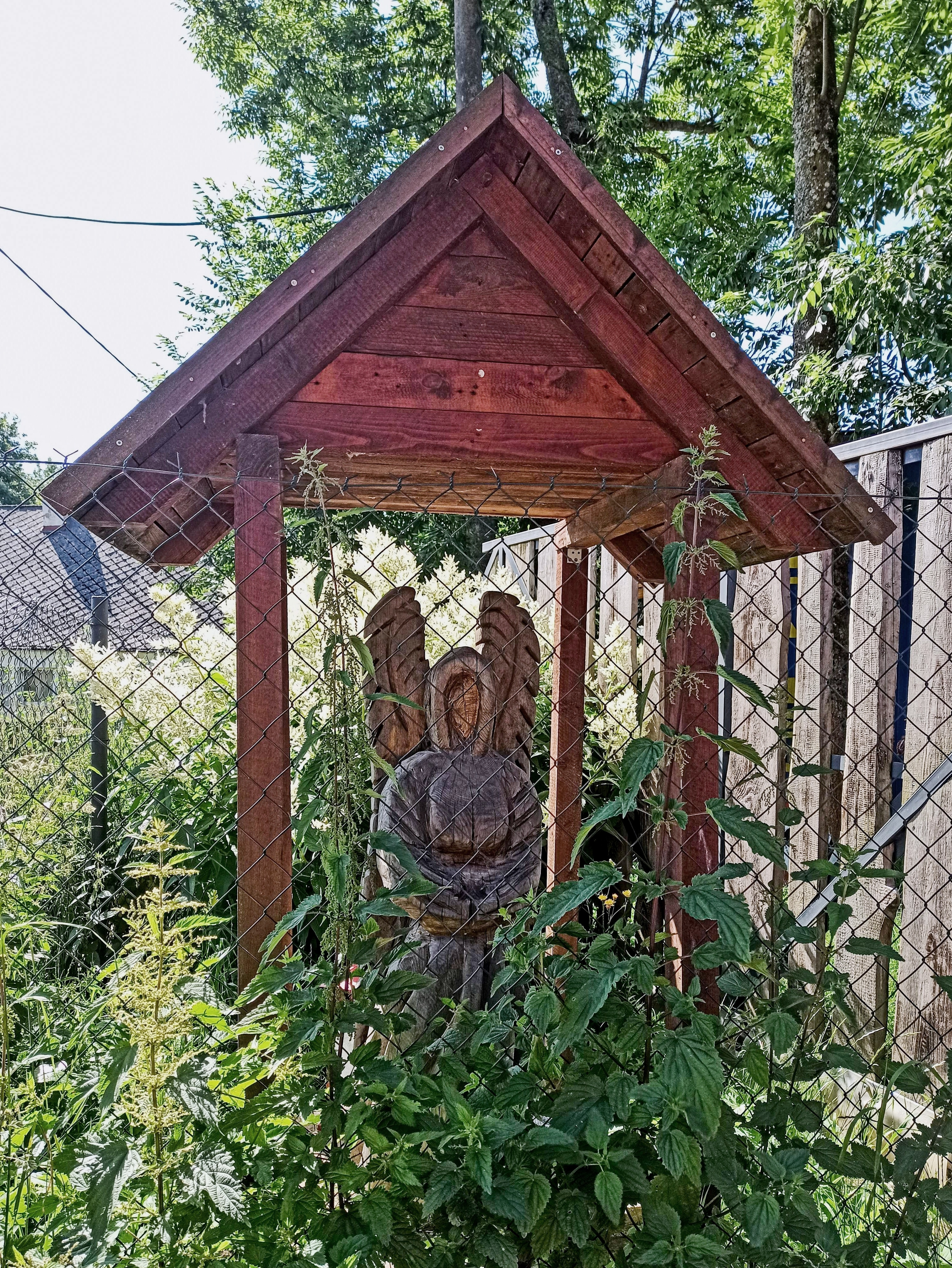
Socha anděla na Smolárně